# Junsai
Junsai (kinesiska: 军赛, 军赛佤族拉祜族傈僳族德昂族乡) är en socken i Kina. Den ligger i provinsen Yunnan, i den sydvästra delen av landet, omkring 370 kilometer sydväst om provinshuvudstaden Kunming.
Genomsnittlig årsnederbörd är 1 363 millimeter. Den regnigaste månaden är juli, med i genomsnitt 368 mm nederbörd, och den torraste är februari, med 9 mm nederbörd.